# Dirección General de Servicios (Transición Ecológica)
La Dirección General de Servicios (DGS) de España es el órgano directivo del Ministerio para la Transición Ecológica y el Reto Demográfico, adscrito a la Subsecretaría, que se encarga de la gestión de lo servicios económico-presupuestarios y de personal del Departamento.

## Origen
La Dirección General de Servicios del Ministerio para la Transición Ecológica y el Reto Demográfico se creó el 29 de enero de 2020. Asumió la denominación y las mismas funciones que la anterior DGS que existía en el Ministerio de Agricultura, Pesca y Alimentación, que pasó a llamarse Dirección General de Servicios e Inspección.

## Estructura y funciones
La Dirección General se organiza actualmente en tres órganos directivos principales y tres órganos de nivel inferior, a través de los cuales ejerce sus competencias:
- La Oficina Presupuestaria, a la que le corresponde, además de las funciones que le son propias como Oficina Presupuestaria, la gestión de los fondos europeos que tenga asignados el Departamento y de los fondos del 2 % cultural destinados a conservación y enriquecimiento del patrimonio histórico español. Asimismo, es responsable de la coordinación y la supervisión de la política de protección de datos personales.
- La Oficialía Mayor, a la que le corresponde todo lo relativo a gestión administrativa de los contratos que celebre el Departamento, lo referente a las cajas pagadoras, la tramitación de los expedientes de compatibilidad y de los procedimientos de exigencia de responsabilidad del personal del Departamento y las actuaciones de investigación o diligencias previas relacionadas con los anteriores.
- La Subdirección General de Recursos Humanos e Inspección de los Servicios, a la que le corresponde gestionar los recursos humanos del Departamento, así como las relaciones con sindicatos y otras asociaciones, y la inspección general de los servicios del Ministerio.

Asimismo, dependen de la Dirección General de Servicios:
- La División de Sistemas y Tecnologías de la Información y de las Comunicaciones.
- La División para el Seguimiento y Coordinación del Plan de Recuperación, Transformación y Resiliencia.
- La División para el Seguimiento de la Aplicación de la Normativa Medioambiental.

## Directores generales
- Luis Antonio Buñuel Salcedo (2020-2022)[3]
- Marta Martínez Guerra (2022-presente)[4]